# Хелловінські сонячні бурі 2003
Хелловінські сонячні бурі — це серія сонячних бур, що супроводжувалися спалахами на Сонці та корональними викидами маси, що відбувалися від середини жовтня до початку листопада 2003 року, досягаючи піку приблизно 28–29 жовтня, близько свята Хелловін. Ця серія бур була пов'язана з найбільшим сонячним спалахом, будь-коли зареєстрованим системою GOES, потужність якого, за результатами моделювань, становила X45 (спочатку її помилково оцінювалли в X28 через насичення детекторів GOES).

## Вплив

### На Землю
Постраждали супутникові системи та зв'язок, літакам було рекомендовано уникати великих висот поблизу полярних регіонів, а в Швеції сталося годинне відключення електроенергії внаслідок сонячної активності. Полярні сяйва спостерігалися на південних широтах аж до Техасу та середземноморських країн Європи. Дванадцять трансформаторів у Південній Африці були виведені з ладу та потребували заміни, попри низьку геомагнітну широту країни.

### На супутники та космічні апарати
Супутник SOHO тимчасово вийшов з ладу, а Advanced Composition Explorer був пошкоджений сонячною активністю. Численні інші космічні апарати були пошкоджені або вимкнулись через різні проблеми. Деякі з них навмисно перевели в безпечний режим, щоб захистити чутливе обладнання. Астронавти на борту Міжнародної космічної станції були змушені залишатися всередині краще екранованих частин російського орбітального сегмента, щоб захиститись від підвищеного рівня радіації.
Прояви корональних викидів маси пізніше спостерігали космічний апарат Mars Odyssey, що обертався навколо Марса, космічний апарат Ulysses поблизу Юпітера та космічний апарат Cassini, що прямував до Сатурна. У квітні 2004 року їх також зміг виявити «Вояджер-2», коли вони досягли настільки великих відстаней від Сонця.

## Аналіз

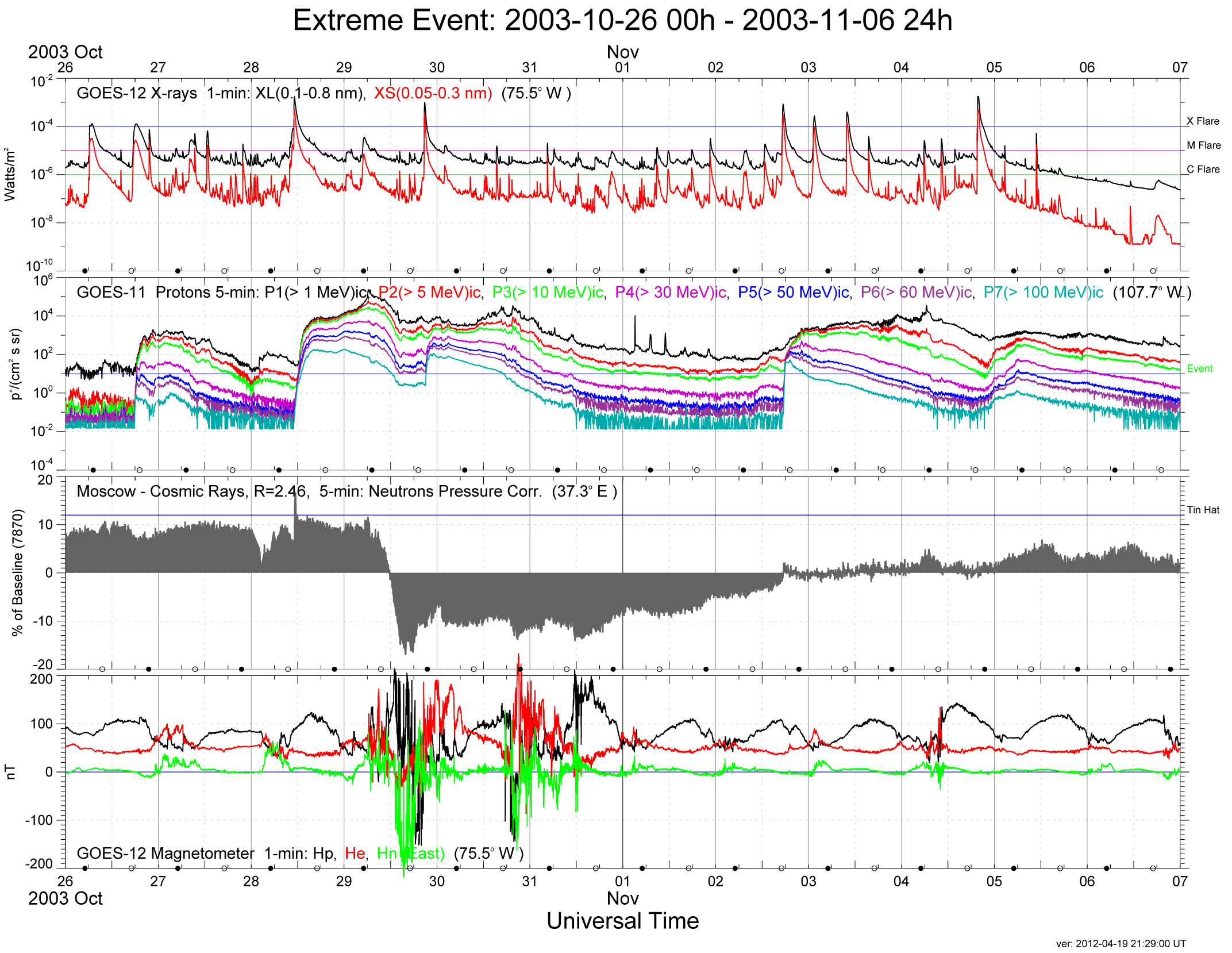
Різні дані, зареєстровані під час Хелловінських сонячних бур

Одну з сонячних бур деякі вчені порівнювали за інтенсивністю з подією Каррінгтона 1859 року.
Ці події відбулися протягом 23-го циклу сонячної активності, приблизно за 3 роки після його піку в 2000 році. Цей цикл відзначився ще одним помітним явищем сонячної активності, відомим як Подія Дня взяття Бастилії.